# Hagiographie bretonne
L’hagiographie bretonne fait référence à un corpus hagiographique breton homogène.  
Partout dans l’Occident médiéval, les textes hagiographiques sont récités durant les offices religieux, médités par les moines ou les clercs, transmis aux fidèles par l’intermédiaire des sermons ou de l’iconographie. Toutefois,  la Bretagne est sans doute la région de la France actuelle où ceux-ci ont le plus d’importance par rapport au reste de la documentation médiévale. L'hagiographie constitue, en effet, ici l’essentiel de la production écrite antérieure au xie siècle, ne serait-ce que pour promouvoir le culte des plus célèbres parmi les quelque 1 000 saints bretons dont seulement 700 sont répertoriés car tous ne sont pas « homologués ». La plupart d’entre eux ne sont que des noms conservés dans la toponymie. Plus de la moitié des saints a été oubliée, « près de 400 ont encore une dévotion populaire et très localisée… On comptait à la fin du Moyen-Âge plus de 18 000 chapelles ou églises dans la région, faisant de la Bretagne le territoire avec la plus grande densité de sanctuaires ». 
On n’a conservé qu’une centaine de Vies latines médiévales des saints évêques ou abbés des origines bretonnes, en comptant les versions successives et les réécritures. Cette littérature se caractérise en effet par sa fluidité. Les Vies ont sans cesse été réécrites au gré de la conjoncture, afin de garantir les intérêts d’un monastère, asseoir le prestige d’un siège épiscopal ou illustrer un centre de pèlerinage. On peut donc proposer de définir l’hagiographie bretonne  comme le corpus des textes  liturgiques destinés à promouvoir le culte des « saints patriotes », comme les qualifiait Albert Le Grand au XVIIe siècle dans ses Vies de saints de Bretagne Armorique (1636), ouvrage qui, selon l'historien, Joël Cornette, tient lieu « pendant plusieurs siècles, de bible et d'abécédaire sous de nombreux toits bretons », et est « le principal responsable de la fixation du légendaire hagiographique breton… jusqu'à nos jours ! ». Les vies de saints ont été largement diffusées en breton dans les familles au XIXe siècle au moyen du livre Buhez ar Sent.

## Littérature hagiographique bretonne
La littérature hagiographique bretonne résulte d'un enjeu politique et « d'un effort concerté de « mise en texte du passé » destiné à répondre aux éventuelles contestations de la part de l'Église franque des origines historico-légendaires dont se réclamait le monachisme breton ». Elle a plusieurs spécificités : faire provenir les Sept saints fondateurs de la Bretagne du Pays de Galles et de Cornouailles vers les Ve siècle et VIe siècle, à l'époque de l'émigration bretonne en Armorique. Cette religion insulaire rencontre en Armorique non un christianisme organisé autour du rôle des évêques comme dans le reste de la Gaule, mais des communautés paysannes rassemblées en hameaux, « ce qui fractionne les communautés religieuses et explique la multiplication des lieux de cultes » (d'abord essentiellement des ermitages puis des monastères et des paroisses, d'où les appellatifs toponymiques en Plou- ou Lan). Les guerres de religion du XVIe siècle relancent la littérature hagiographique, les catholiques ouvrant des enquêtes sur la vie des saints, et n'hésitant pas à éliminer un certain nombre de personnages sur le territoire, en les assimilant à des saints plus connus.

## Liste des principales sources hagiographiques bretonnes
- la Vie de saint Samson de Dol paraît être la plus ancienne. Datée soit des VIIe-VIIIe siècles, soit du IXe siècle, elle est anonyme.
- la Vie de saint Gwennole, fondateur du monastère de Landévennec, composée par le moine Wrdisten (Gurdisten), abbé du monastère entre 874 et 884.
- Vie de saint Tudual, de Tréguier.
- Vie de saint Malo, par le diacre Bili, d’Alet.
- Vie de saint Gildas par Vitalis, vers 1060.
- Vie de saint Maudez, seconde moitie du XIe s.
- Vie de Saint Goueznou par le prêtre Guillaume, écrite en 1090 à Saint-Pol-de-Léon.
- Vie de saint Paul Aurélien, par Gourmonoc (Wrmonoc), de Landévennec, disciple de  Gourdisten (Wrdisten) rédigée en 884.
- Vie de saint Meven, ou Méen, fondateur des abbayes de Gael et Saint-Méen-le-Grand.
- Vie de saint Corentin, par un chanoine de Quimper (XIIe ou XIIIe s.).
- Vie de saint Ronan, du XIIIe s. (reprend peut-être un texte du XIe).
- Vie de saint Ténénan, du XIIIe s.
- Vie des saints Ildut, Mériadec, etc.

### Vie de saints (quelques éditions et traductions françaises récentes)

#### Saint Corentin [BHL 1954][6]
- Irien, J. an, Cormerais, J., et Daniélou, H., Saint Corentin, vie et culte / Sant Kaourantin, Tréflévenez, éd. Minihi Levenez, 1999 (traduction en breton et en français de la Vita Chorentini p. 110-129) et de la Vie ancienne de saint Corentin[7] p. 130-151).

#### Saint Guénolé [BHL 8957]
- Simon, M., La légende dorée de saint Guénolé ou Vie brève. Écrite par le moine Clément à Landévennec vers l’an 860, Landévennec/Châteaulin, Pax/éd. Jos Le Doaré, 1985, 32 p.[8].
- Simon, M., Cochou, L., et Le Huërou, A., « Traduction de la Vie longue de saint Guénolé par l’abbé Gurdisten », dans Cartulaire de Saint-Guénolé de Landévennec, Rennes, Presses Universitaires de Rennes / Société d’Histoire et d’Archéologie de Bretagne, 2015, p. 111-150  (ISBN 978-2-7535-2725-6)

#### Saint Hervé [BHL 3859-3860]
- Tanguy, B., Irien, J. an, et Falhun, S., Sant-Hervé. Vie et culte, Tréflévenez, éd. Minihi Levenez, 1990 (traduction en breton et en français de la Vita sancti Hervei (vel Hoarvei), p. 108-131), (livre bilingue)  (ISBN 2-908230-02-X).

#### Saint Lunaire (BHL 4880-4881)
- Carrée, A. et Merdrignac, B., La Vie latine de saint Lunaire. Textes, traduction, commentaires, CIRDoMoC, 1991.

#### Saint Malo, Vita auctore Bili [BHL 5116a et b]
- Leduc, G., Vie de saint Malo, évêque d’Alet, Dossiers du CeRAA, B-1979, Saint Malo, 1979.

#### Saint Paul de Léon, Vita Pauli Aureliani [BHL 6585-6586]
- Tanguy, B., Irien, J. an, Falhun, S., et Castel, Y.-P., Saint Paul Aurélien. Vie et culte / Sant Paol a Leon, Tréflévenez, éd. Minihi Levenez, 1991 (traduction en breton et en français de la Vita Pauli Aureliani, p. 150-231), (livre bilingue)  (ISBN 2-908230-05-4)

#### Saints de Redon (gestes des)
- Brett., C., The Monks of Redon. Gesta Sanctorum Rotonensium and Vita Conwoionis, The Boydell Press, 1989, p. 101–219.

#### Saint Samson, Vita Ia [BHL 7478-7479]
- Flobert, P., La Vie ancienne de saint Samson de Dol, Paris, C.N.R.S. éditions, 1997.